# Buchstraße
In Großbetrieben der grafischen Industrie gibt es Buchstraßen, fachsprachlich auch Buchfertigungsstraßen oder Buchfließstrecken. Hier werden Bücher mit hohen Auflagen maschinell effizient gefertigt und können dadurch preisgünstig vermarktet werden. Diese taktmäßig aufeinander abgestimmten Buchstraßen bestehen aus vielen im Kreislauf stehenden Einzelmaschinen. Diese werden von geschultem Personal bedient und gewartet. Die Einhängestation ist die Hauptmaschine der Buchstraße.

## Das Rohprodukt
Die aus dem Werkdruck-Bereich produzierten Rohbogen kommen auf Paletten, werden mit Ordnungsnummern versehen und bereits gefalzt der Endfertigung (industrielle Buchbinderei) angeliefert. Bei Kleinformaten kann man auch zu zwei Nutzen (Doppelnutzen) drucken. Dies verkürzt den gesamten Arbeitsablauf und macht ihn dadurch wirtschaftlicher.

## Zusammentragmaschine
Nach dem Druck kommt zuerst die Zusammentragmaschine zum Einsatz. An dieser Maschine werden die angelieferten Paletten mit den Druckbogen in der richtigen Reihenfolge aufgestellt und die Druckbogen anhand von Flattermarken in der richtigen Reihenfolge sortiert. Der gesamte innere Teil eines Buches oder einer Broschüre ist jetzt bereits vollständig enthalten. Der noch fehlende Umschlag (Broschur, einfacher Karton) oder das Hardcover wird erst in den späteren maschinellen Abläufen ausgeführt.

## Klebebindung
Beim folgenden Klebebinder werden aus den jetzt zusammengetragenen, richtig übereinander liegenden Druckbogen die Buchblocks hergestellt. Die einzelnen Blöcke werden dabei im ersten Schritt, mit den Buchrücken nach unten stehend, durch flexible Transportschienen über eine Fräse geführt und gestutzt. Die dadurch aufgeraute Rückenstelle wird im zweiten Schritt über rotierende Leimrollen geführt, welche endlos mit Dispersions- oder Heißleim (Hotmelt) versorgt werden. Nach der Klebebindung spricht man bereits vom fertigen Buchblock, diesem fehlt aber noch der Endbeschnitt und der Deckenschutz. Je nachdem, ob der Buchblock im Anschluss daran einen flexiblen Kartonumschlag oder eine feste Buchdecke erhält, spricht man von einer klebegebundenen Broschur oder einem klebegebundenen Festeinband.

## Blocksäge
Eine Blocksäge wird für bereits fertig gebundene Doppelnutzen-Buchblocks benötigt, da diese erst getrennt werden müssen. Dabei ist darauf zu achten, dass die Buchblocks gleich groß sind und der sogenannte Schnitt rechtwinklig ist, um den Block exakt schneiden zu können. Anschließend werden die getrennten Blocks zum Dreischneider transportiert.

## Blockanleger
Anders als bei Doppelnutzen-Blocks werden Einzelnutzen direkt eingelegt und über einen Auswerfer zum Dreischneider befördert. Im Normalfall ist der Anleger so getaktet, dass er je nach Art des Schnitts (Einzel- oder Doppelschnitt) ein oder zwei Bücher auswirft und somit verhindert, dass das Magazin des Dreischneiders leer läuft.

## Dreischneider
Im Dreischneider, fachsprachlich Dreimesserschneidemaschine, werden die Blocks von drei Seiten (Kopf-, Fuß- und Frontbeschnitt) beschnitten, damit die einzelnen Falzbögen offen sind und man das Buch später öffnen kann. Es können auch zwei Blocks gleichzeitig beschnitten werden. Dazu werden sie übereinander gelegt und dann geschnitten. Dieser Doppelschnitt erhöht zwar die Effizienz, dafür muss man mit leichten Schwankungen rechnen.
Ausnahmen gibt es, wenn der Block eine Registerstanzung (Kalender, Adressbücher) oder einen Farbschnitt bekommt. Hier werden meist alle Seiten schon in der Bindestraße beschnitten und müssen nur noch von Hand eingelegt werden. Um saubere Ergebnisse erzielen zu können, arbeitet der Dreischneider mit der Schwungschnitt-Technik.

## Zeichenbandeinlegemaschine
In der Zeichenbandeinlegemaschine wird der geschnittene Block an ein oder zwei Stellen geöffnet. Mit verschiedenen Techniken wird dann das Zeichenband eingefädelt, an den Blockrücken gezogen und dort angeklebt.

## Einhängestation
Die Einhängestation ist die Hauptmaschine der Buchstraße. Der Block läuft hinein und die Rückenbeleimung wird an der Heizung erwärmt. Danach kommt der Block in die Rundestation und wird von unten über ein Rundeeisen nach oben gedrückt und somit gerundet. Anschließend wird der Buchblock abgepresst und ein Pilz am Rücken geformt. Dieser wird zum Falzeinbrennen benötigt. Nun wird das Zeichenband angeklebt. Hierzu wird eine dünne Leimschicht auf den Rücken aufgetragen. Mittels Druckluft und einem Abstreifer wird das Zeichenband angeklebt. Nun folgen zwei Kapitalstationen. Die erste klebt eine Gaze auf den Rücken, die durch den Leim des Zeichenbands kleben bleibt. Die zweite beleimt den Rücken erneut und klebt das bereits auf Krepppapier aufgeklebte Kapitalband auf den Block. Anschließend folgt das eigentliche Einhängen. Hierzu wird auf den Vor- und Nachsatz des Buchblocks Leim aufgetragen und der Block von unten nach oben in die Decke eingehängt. Leichte Abweichungen können den Block schief einhängen, ungleiche Kanten können gar einen Stopp der Maschine zur Folge haben.

## Presse / Falzeinbrennstation
Hier wird das eingehängte Buch abgepresst, damit Decke und Block sauber verbunden werden können. Zusätzlich kann für die längere Haltbarkeit und Verschönerung des Buchs noch ein Falz eingebrannt werden.

## Etikettierer
Hier wird ein Etikett auf das Buch geklebt. Der Etikettierer kann an verschiedenen Stellen zum Einsatz kommen: nach der Presse, nach einem Stapler oder nach der Einschweißmaschine, je nachdem wie das Etikett auf dem Buch angebracht sein soll.

## Buchstapler
Ein Buchstapler wird verwendet, um Bücher zu stapeln oder zu wenden, zum Beispiel zum Etikettieren oder Einschweißen. Er verfügt über mehrere programmierbare Stapelmöglichkeiten.

## Schutzumschlagmaschine
In der Schutzumschlagmaschine werden Deckel und Boden des Buches geöffnet und das Buch erhält einen Schutzumschlag. Aufgrund ihres Formates und ihrer Materialeigenschaften lassen sich gewisse Schutzumschläge gar nicht oder nur sehr schwer mit der Schutzumschlagmaschine umlegen.

## Einschweißmaschine
Die Einschweißmaschine bzw. der Schlauchbeutelautomat schweißt die Bücher einzeln oder in Paketen ein. Zwei Schwerter stülpen die Bücher in einen Folienschlauch. Diese werden dann mit einem heißen Messer voneinander getrennt. Danach wird das eingepackte Buch durch einen Ofen befördert, was die Folie zusammenschrumpfen lässt und das Buch wasserdicht einschweißt.